# Batalla de Ulundi
La batalla de Ulundi tuvo lugar en la capital Zulú de Ulundi el 4 de julio de 1879 y fue la última gran batalla de la guerra anglo-zulú. El ejército británico bajo el mando de Lord Chelmsford rompió el poder militar de la nación zulú al derrotar al ejército zulú principal e inmediatamente después capturó y arrasó la capital de Zululandia, el kraal real de Ulundi, dando por finalizada la guerra y capturando a su rey Cetshwayo kaMpande, quien fue condenado al exilio.

## Desarrollo de la Batalla
El 3 de julio una avanzadilla del ejército británico se situó a unos pocos kilómetros del poblado Zulú, los zulúes observaban desde su poblado como los británicos apostaban sus batallones de infantería y una batería de cañones, en las llanuras apuntando al poblado. Aun así los zulúes no decidieron atacar, puesto que no sabían cuantos británicos había en total y si esperaban refuerzos, de modo que decidieron esperar al siguiente día para entablar combate. Los británicos por su parte no estarían listos para iniciar la batalla hasta el día siguiente, puesto que aún tenían que esperar la llegada del grueso de sus tropas, lo cual les dio ventaja, al no ser atacados por los zulúes inmediatamente. 
A los 8:30 de la mañana del 4 julio el ejército británico empezó a disparar con sus cañones al poblado de Ulundi. Los zulúes apostados en el interior del poblado salieron rápidamente para enfrentarse a los británicos. Grandes masas de zulúes aparecieron a lo largo de un ancho valle, encontrándose a pocas yardas de la infantería británica, en ese momento empezaron a ser sometidos por el fuego de artillería y de la infantería sufriendo numerosas bajas, algunos zulúes que contaban con fusiles robados al ejército británico en anteriores batallas se pusieron a disparar apostados entre la maleza del valle, pero no provocaron muchas bajas. 
Finalmente los zulúes se encontraban a pocos metros de la infantería y estando a punto de iniciarse un combate cuerpo a cuerpo en el que los zulúes eran especialistas, la caballería británica apareció de entre las líneas de infantería, que habían dejando unos huecos separados entre cada batallón, para que pudiera pasar la caballería, cargando contra los zulúes, que no pudieron aguantar la carga durante mucho tiempo y poniéndolos en fuga hacia las colinas, siendo perseguidos por la caballería masacrando a los guerreros zulúes, al mismo tiempo la infantería británica avanzó y capturó el poblado zulú sin apenas encontrar resistencia, solo había un grupo de 30 bóeres, que el rey zulú había persuadido, para que se unirán a su causa. 
El rey de los zulúes, Cetshwayo, fue capturado y tuvo que aceptar las condiciones de los ingleses. Así finalizó después de una hora y media de combate la Guerra Zulú dejando en el campo de batalla  un total 26 muertos ingleses y 80 heridos, mientras que los zulúes habían sufrido más de 1000 muertos y un número incontable de heridos, además de varios prisioneros, entre los cuales se encontraban el rey de los zulúes y su familia.